# Impatiens pilosissima
Impatiens pilosissima är en balsaminväxtart som beskrevs av Fischer och Rahelivololona. Impatiens pilosissima ingår i släktet balsaminer, och familjen balsaminväxter. Inga underarter finns listade i Catalogue of Life.